# シャフツベリ伯爵
シャフツベリ伯爵（シャフツベリー伯爵、英: Earl of Shaftesbury）は、イギリスの伯爵位の一つ。イングランド・スコットランド合同前に叙位されたイングランド貴族である。イングランド南部、ドーセット州のシャフツベリ（シャフツベリー）にちなむ。
1672年、チャールズ2世の治世のCabalと呼ばれた政治家の一人、初代アシュリー男爵アントニー・アシュリー＝クーパーが授爵されたことに始まる。彼は1661年にウィンボーン・セント・ジャイルズのアシュリー男爵（Baron Ashley of Wimborne St Giles）に叙されており、また伯爵叙位の際にポウレットのクーパー男爵（Baron Cooper of Pawlett）にも叙されたため、シャフツベリ伯爵にはこの二つの男爵位（ともにイングランド貴族）が付随する。伯爵位の法定推定相続人は、儀礼称号としてアシュリー卿（Lord Ashley）と称する。
シャフツベリ伯爵家の邸宅はウィンボーン・セント・ジャイルズ近くのアシュリー・ハウスにある。また、シャフツベリ伯爵家はブリテン諸島最大の湖であるネイ湖の所有権を持っている。

## 歴代当主

### （ロックボーンの）准男爵（1622年）
- 初代ジョン・クーパー（英語版）
- 第2代アントニー・アシュリー＝クーパー（1661年アシュリー男爵、1672年シャフツベリ伯爵受爵）

### シャフツベリ伯爵 （1672年）
- 初代アントニー・アシュリー＝クーパー（1621年 - 1683年）
- 第2代アントニー・アシュリー＝クーパー（1652年 - 1699年）
- 第3代アントニー・アシュリー＝クーパー（1671年 - 1713年）
- 第4代アントニー・アシュリー＝クーパー（1711年 - 1771年）
- 第5代アントニー・アシュリー＝クーパー（1761年 - 1811年）
- 第6代クロプレイ・アシュリー＝クーパー（英語版）（1768年 - 1851年）
- 第7代アントニー・アシュリー＝クーパー（1801年 - 1885年）
- 第8代アントニー・アシュリー＝クーパー（英語版）（1831年 - 1886年）
- 第9代アントニー・アシュリー＝クーパー（英語版）（1869年 - 1961年）
- 第10代アントニー・アシュリー＝クーパー（英語版）（1938年 - 2004年）
- 第11代アントニー・ニルス・クリスチャン・アシュリー＝クーパー（英語版）（1977年 - 2005年）
- 第12代ニコラス・エドムンド・アントニー・アシュリー＝クーパー（英語版）（1979年 - ）
  - 現在、伯爵位の相続人はアシュリー男爵（儀礼称号）アントニー・フランシス・ヴォルガング・アシュリー＝クーパー（2011年 - ）である。